# Perania robusta
Espèce
Perania robusta est une espèce d'araignées aranéomorphes de la famille des Pacullidae.

## Distribution
Cette espèce se rencontre en Thaïlande dans la province de Chiang Mai à 1 450 m d'altitude sur le Doi Angkhang et en Chine au Yunnan dans les Gaoligong,,,.

## Description
Les mâles mesurent de 12,1 à 13,1 mm et la femelle 12,0 mm.

## Publication originale
- Schwendinger, 1989 : On three new armoured spiders (Araneae: Tetrablemmidae, Pacullinae) from Indonesia and Thailand. Revue suisse de zoologie, vol. 96, p. 571-582 (texte intégral).